# بخش پلستسکی
بخش پلستسکی (به لاتین: Plesetsky District) یک منطقهٔ مسکونی در روسیه است که در استان آرخانگلسک واقع شده‌است.